# Gunnar Hallhagen
Allan Gunnar Hallhagen, ursprungligen Benjaminsson, född 9 februari 1916 i Borås församling, Älvsborgs län, död 21 februari 1997 i Oscars församling, Stockholm, var en svensk pianist och pianopedagog.

## Biografi
Hallhagen studerade vid Kungliga Musikkonservatoriet i Stockholm 1935–40 för Olof Wibergh och var 1953–1989 lärare vid Kungliga Musikhögskolan, som samma skola då hette. Han var ordförande i Svenska pianolärareförbundet 1965–1968.
Bland Gunnar Hallhagens elever märks många bemärkta svenska musiker, bland andra pianisterna Kerstin Åberg, Ingrid Lindgren, Love Derwinger, Anders Kilström, Roland Pöntinen, Staffan Scheja, Daniel Propper, Fredrik Ullén och Mats Widlund.

## Priser och utmärkelser
- 1964 – Professors namn
- 1978 – Ledamot nr 816 av Kungliga Musikaliska Akademien
- 1986 – Litteris et Artibus[3]

## Inspelningar
Ur Sverige Radios programarkiv: 
Johan Wikmansson: Sonat h-moll, W A Mozart: Violinsonat KV 306, W A Mozart: Pianokonsert nr 12, A-dur KV 414, Ture Rangström: Mälarlegender, Sven-Erik Bäck: Sonata alla ricercare, C P E Bach; Sonat för cembalo, A-dur, Hilding Hallnäs: Pianosonat, Sven-Erik Bäck: Impromptu, Olof Åhström; Sonat för piano op 3:2, J Wikmansson: Divertissement på Söderfors, Erik Blomberg: Pianosonat, Tre nocturner, Capriccio, Naiviteter, W A Mozart: Pianokonsert Es-dur
källa Svenska Tangenter, Svenska pianister före 1950, CD 1-4, Caprice 2010 

## Verk
Hallhagen, Gunnar (1984) ‘En kort reflektion kring begreppet tid’ ur Funderingar kring vetenskap och musik, Kungl. Musikaliska akademiens skriftserie, 44, Stockholm, pp. 22–23.